# Kujawa (powiat golubsko-dobrzyński)
Kujawa (do 31 grudnia 2015 Duża Kujawa) – wieś w Polsce położona w województwie kujawsko-pomorskim, w powiecie golubsko-dobrzyńskim, w gminie Golub-Dobrzyń.

## Podział administracyjny
W latach 1975–1998 miejscowość administracyjnie należała do województwa toruńskiego.

## Demografia
Według Narodowego Spisu Powszechnego (III 2011 r.) wieś liczyła 132 mieszkańców. Jest najmniejszą miejscowością gminy Golub-Dobrzyń.